# Cindy Huerta Ríos
Cindy Liliana Huerta Ríos (n. Monclova, Coahuila; 31 de agosto de 1992) es una mercadóloga y publicista mexicana que se dio a conocer viralmente al trabajar para la empresa Chevrolet en la sucursal de la ciudad de Monclova, desempeñándose como gerente de mercadotecnia, es estudiante de ingeniería en desarrollo de negocios en la Universidad Tecnológica de la Región Centro de Coahuila.
En el año de 2013, Huerta Ríos fue integrante de planilla de la campaña política del entonces candidato por el partido Revolucionario Institucional a la presidencia municipal de Monclova, Jorge Williamson Bosque, registrándoce ante el Instituto Electoral y de Participación Ciudadana el 26 de mayo de ese año.
En diciembre del año 2015, Cindy fue reconocida en gran parte de Latinoamérica por una campaña publicitaria que ella ideó llamada Olvida lo perdido ejecutada en las redes sociales, mayormente en Facebook, logrando poner su nombre y el de le empresa donde trabaja en medios de comunicación como Radio Fórmula, Terra, Univisión, CNN, y en países como Venezuela, Colombia, Guatemala, España y Japón, este último el cual le realizó una nota informativa por la hazaña presentada ante decenas de países, hazaña que le ahorró a la empresa local de Monclova más de 11 millones de pesos en publicidad en tan solo 15 días, y que antes de finalizar el 2015 le otorgó el Premio IAB Mixx, premios que galardonan la publicidad a nivel nacional, compitiendo con empresas como Cervecería Cuauhtémoc, Netflix y Coca-Cola.
A inicios del año 2016 se colocó como una de las mejores estrategas del marketing, recibiendo ofertas de distintas marcas mexicanas, latinoamericanas, europeas y asiáticas. En junio de 2016, Huerta Ríos es nombrada la única mexicana, la única mujer, y la única persona menor de 40 años en aparecer en el salón del orgullo de General Motors en Detroit, Estados Unidos.